# Cressier NE
Cressier (psáno také jako Cressier NE pro odlišení od jiných stejnojmenných sídel, zastarale německy Grissach) je obec v kantonu Neuchâtel na západě Švýcarska. Má přibližně 1 900 obyvatel.

## Geografie

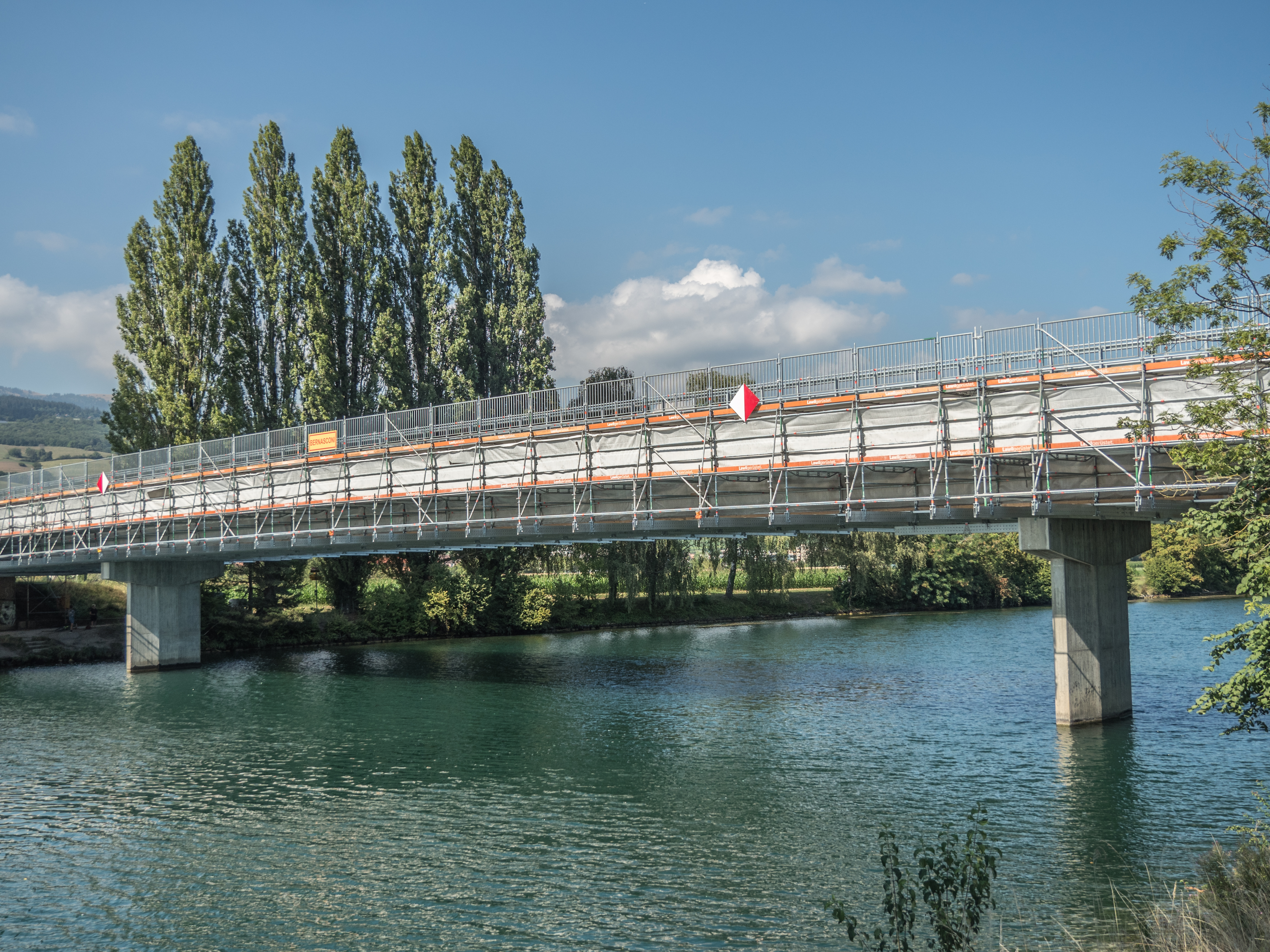
Zihlský kanál

Cressier leží v nadmořské výšce 436 metrů, vzdušnou čarou 10 kilometrů severovýchodně od hlavního města kantonu, Neuchâtelu. Obec se rozkládá na jižním úpatí Jury, po obou stranách potoka Ruhaut, na severním okraji planiny Zihle mezi Neuchâtelským a Bielským jezerem.
K území obce o rozloze 8,6 km² patří úsek Zihlské roviny v jihovýchodní části. Jihovýchodní hranici tvoří Zihlský kanál. Odtud se území rozprostírá severním směrem přes areál rafinerie a zemědělsky využívanou rovinu, kde se dosud nachází rameno bývalé řeky Zihl odříznuté při úpravě vody v oblasti Jury; Vieille Thielle je přírodní rezervací. Na severu se území obce rozkládá na převážně zalesněném jižním svahu Jury (Forêt de l'Eter), který je rozdělen zářezy potoků Ruhaut a Mortruz. Jeden z koutů Cressier se táhne na západ až k okraji Chaumontské výšiny, kde se nachází nejvyšší bod obce ve výšce 1070 m n. m. Na západě se rozprostírá masiv Chaumont. V roce 1997 tvořila 15 % rozlohy obce zastavěná plocha, 54 % lesy a lesní porosty, 29 % zemědělské plochy a asi 2 % neproduktivní půda.
K obci Cressier patří vesnice Frochaux, ležící v nadmořské výšce 627 m n. m. na jižním svahu Jury na potoce Mortruz, a několik jednotlivých farem. Sousedními obcemi jsou Cornaux, Saint-Blaise, Neuchâtel, Enges a Le Landeron v kantonu Neuchâtel a Gals v kantonu Bern.

## Historie

Cressier (1962)

První písemná zmínka o Cressieru pochází z roku 1180 a nese jméno Crisciaco, které se odvozuje od galsko-římského osobního jména Criscius. Oblast Cressieru však byla osídlena mnohem dříve. V letech 1936–37 byla poblíž La Baraque na jižním svahu Jury odkryta mohyla ze střední doby bronzové, která byla využívána k pohřbívání i v době železné a obsahovala bohaté hrobové nálezy.
Cressier patřil od 13. století k hrabství Neuchâtel a byl součástí lenního obvodu Le Landeron. V roce 1449 uzavřel se Solothurnem smlouvu o měšťanských právech. Pod vlivem Solothurnu a místního šlechtického rodu Vallierů zůstal Cressier během reformace katolický a dlouho byl útočištěm pro ty, kteří nechtěli reformaci přijmout. Od roku 1648 byl Neuchâtel knížectvím a od roku 1707 byl personální unií připojen k Pruskému království. V roce 1806 bylo území postoupeno Napoleonovi a v roce 1815 v rámci Vídeňského kongresu dostalo do Švýcarské konfederace, přičemž pruští králové zůstali až do roku 1848 také knížaty Neuchâtelu (formální zřeknutí se po uzavření Neuchâtelské smlouvy v roce 1857).

## Obyvatelstvo
V obci žilo ke konci roku 2021 1888 obyvatel. Z celkového počtu obyvatel je 79,9 % francouzsky mluvících, 5,5 % italsky a 5,2 % německy mluvících (stav v roce 2000). Počet obyvatel se od roku 1850 neustále zvyšuje (tehdy 607 obyvatel).
| Rok            | 1750 | 1850 | 1900 | 1950 | 1970 | 2000 |
| Počet obyvatel | 432  | 607  | 794  | 957  | 1530 | 1923 |

## Hospodářství

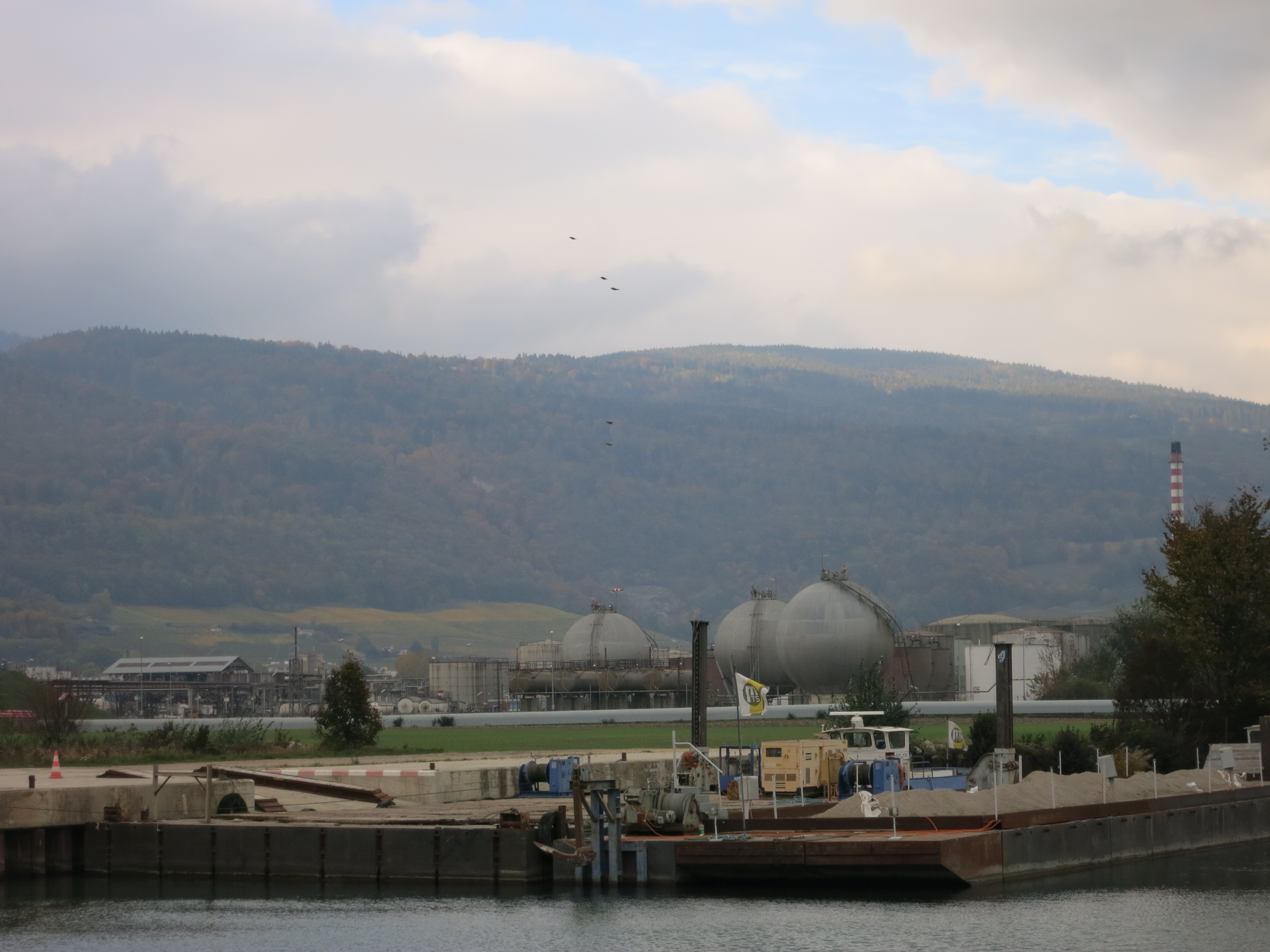
Rafinerie

Až do 60. let 20. století byl Cressier převážně zemědělskou obcí, ale od té doby se vyvinul v průmyslovou a rezidenční obec. Dnes je hlavní zemědělskou činností vinařství. Na svazích nad obcí se pěstuje vinná réva. V letech 1964–66 byla na Zihlské planině postavena rafinerie Cressier, která získává ropu ropovodem z Fos-sur-Mer u Marseille. Nádrže se částečně nacházejí na území sousední obce Cornaux.

## Doprava
Obec má dobré dopravní spojení. Leží na hlavní silnici č. 5 z Bielu do Neuchâtelu a na dálnici A5. Dne 7. listopadu 1859 byla otevřena železniční trať z Neuchâtelu do Le Landeron se stanicí v Cressier.